# Tillandsia geminiflora
Tillandsia geminiflora är en gräsväxtart som beskrevs av Adolphe-Théodore Brongniart. Tillandsia geminiflora ingår i släktet Tillandsia och familjen Bromeliaceae.

## Underarter
Arten delas in i följande underarter:
- T. g. geminiflora
- T. g. incana

## Bildgalleri

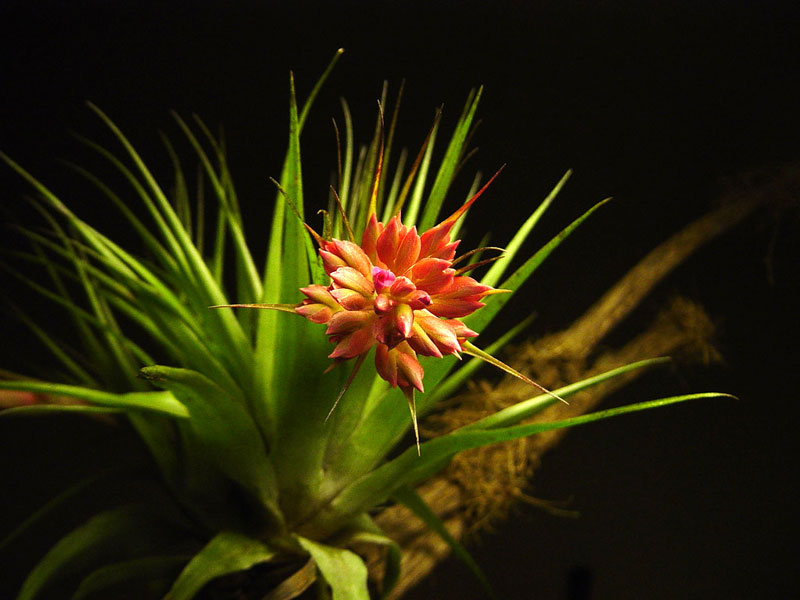
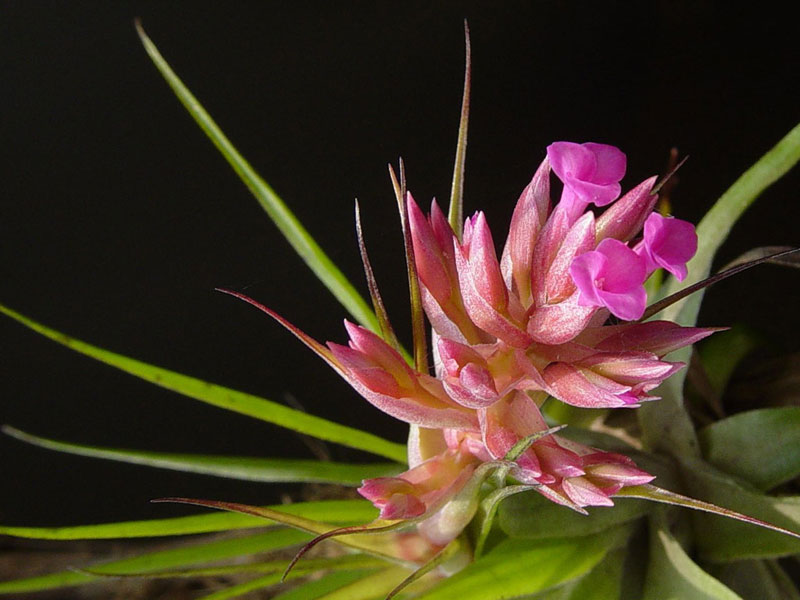
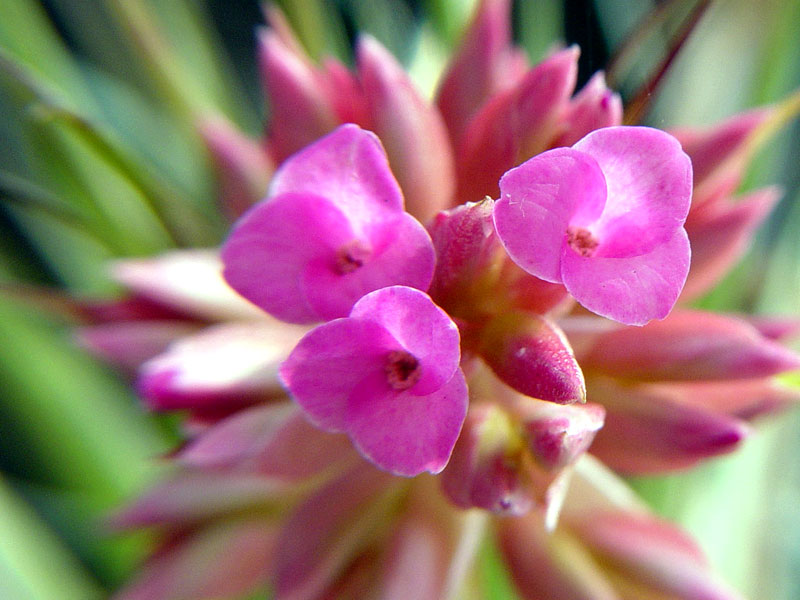